# Banc Federal Alemany
El Banc Federal Alemany (originalment en alemany: Deutsche Bundesbank) és el banc central d'Alemanya. Com a tal, forma part del Sistema Europeu de Bancs Centrals (ESCB). Gràcies a la seva força i dimensió, el Bundesbank és el membre més influent de l'ESCB. La seva seu és situada a Frankfurt del Main. Tot sovint, el Deutsche Bundesbank és referit amb el malnom de "Buba" per Bundesbank.
El Bundesbank s'establí el 1957, succeint el Bank deutscher Länder (Banc que introduí el marc alemany el 20 de juny de 1948). Fins a la introducció de l'euro, l'any 2002, el Deutsche Bundesbank era el banc central del marc alemany.
El Deutsche Bundesbank fou el primer banc central al qual se li atorgà plena independència, encapçalant el model de banc central; tal model és referit amb el nom de model Bundesbank, i es contraposa, per exemple, al model de Nova Zelanda, en el qual el banc central assoleix els objectius indicats pel govern.
El Bundesbank és respectat, en gran manera, pel control que va exercir sobre la inflació durant la segona meitat del segle xx. Aquest control feu del marc alemany una de les monedes més respectades, i el Bundesbank guanyà una substancial influència indirecta en molts països europeus.

## Història del Bundesbank com a organització
per a la història de bancs centrals alemanys vegeu Reichsbank

### 1948-1957
La història del Bundesbank es connecta inextricablement amb la història de la moneda alemanya després del Segona Guerra Mundial. Després de la destrucció total després de la guerra, el Reichsmark vell era pràcticament inútil, i una reforma de moneda s'implementava en les zones d'ocupació occidentals incloent-hi Berlín oest: en 21 de juny de 1948, el D-Mark, o marc alemany, reemplaçava el Reichsmark. La reforma monetària es basava en drets promulgats el govern militar Aliat. En la preparació, els Poders Occidentals establien un sistema de banc central de dues línies en les zones ocupades; en la seva estructura federal, prenent el model del Sistema de la Reserva Federal dels Estats Units d'Amèrica. Comprenia els bancs centrals dels estats (Länder) de les zones d'ocupació de l'Alemanya Occidental i el Banc deutscher Länder a Frankfurt del Main, el qual fou creat l'1 de març de 1948. Els bancs centrals del Länder actuaven com bancs centrals dins de les seves àrees de jurisdicció. El Banc deutscher Länder, el capital social del qual era tingut pels bancs centrals del Länder, Exercia de Banc emissor, coordinant polítiques i diverses tasques centrals incloent-hi direcció del canvi de divises. La junta directiva del sistema de banc central de dues línies era el Consell de Banc Central (Zentralbankrat)dins del Banc deutscher Länder. El Consell constava d'un president, els presidents dels bancs centrals del Länder i el president del directorat (junta) del Banc deutscher Länder. Entre unes altres coses, el Consell de Banc Central determinava política en proporció bancària i política de reserva mínima, directrius de política de mercat obert i atorgament de crèdit. Després de l'experiència negativa amb un banc central subjecte a ordres governamentals, el principi d'un banc central independent s'establia. El Banc deutscher Länder era independent de cossos polítics alemanys des del començament, incloent-hi el govern alemany federal, que era actiu des del setembre de 1949. Aconseguia independència dels Aliats el 1951.

### 1957-1990
La Constitució alemanya, promulgada del 23 de maig de 1949-05-23, Obligava a establir un banc federal amb atribucions monetaries. El govern complí aquesta obligació aprovant l'Acta Bundesbank (BbankG) el 26 de juliol de 1957, que abolia l'estructura del sistema de banc central. Els bancs centrals dels Länder deixaven de poder emetre moneda no dipositada, convertint-se en oficina central regional del Bundesbank, tot i retenir el títol "banc central estatal" (Landeszentralbank).
El Consell de Banc Central romania com a cos de presa de decisió del Bundesbank. Es constituïa ara pels presidents dels bancs centrals dels Länder i una junta directiva basava a Frankfurt el Main. El Consell de Banc Central decidia la política de moneda i crèdit i establia regles directrius. Com el cos executiu central del Bundesbank, el Directorat (Direktorium) era responsable d'implementar les decisions del Consell del Banc Central. El Directorat dirigia el banc i era, en particular, responsable de tractar amb el govern federal i els seus "béns especials" (Sondervermögen), per a transaccions amb instituts de crèdit que operen en la república Federal d'Alemanya, per a transaccions de moneda, i transaccions comercials estrangeres, i per a tractes de mercat obert. El Directorat es componia del president i el vicepresident del Bundesbank i fins a sis membres addicionals.

### 1990-1993
Després de la "Caiguda del Mur de Berlín", el tractat del 18 de maig de 1990 creava una unió econòmica, social i monetària entre la República federal d'Alemanya i la República Democràtica Alemanya. L'1 de juliol de 1990 s'establia el marc alemany com a moneda única en els dos estats alemanys. El Bundesbank es feia responsable de la política monetària i un "Cos d'Administració Provisional" s'instal·lava per tal d'implementar el tractat (aquest cos continuà operant, més enllà de la cita oficial de reunificació, fins al 31 d'octubre de 1992). L'Acta Bundesbank s'esmenava per ajustar l'estructura de l'organització del Bundesbank per tal d'ajustar-se a la nova situació: Els onze bancs centrals dels Länder i el Cos Administratiu Provisional es canviaven per nou bancs centrals de mida econòmica similar.

### 1993-2001
El Tractat de Maastricht promulgat l'1 de novembre de 1993, establia la fundació per la Unió Econòmica i Monetària Europesa (EECU). La responsabilitat nacional de política monetària es transferia, a nivell de la Comunitat, al Sistema europeu de Bancs Centrals (ESCB), que compren el Banc Central europeu (ECB) i els bancs centrals nacionals (NCBs) de la Unió Europea.
Fins que l'ECB assumia plenament responsable de la moneda el 2001, el Bundesbank tenia tres juntes directives. El Consell de Banc Central (Zentralbankrat) era el cos màxim del Bundesbank. Essent constituït per:
1. El Directorat, que comprenia el president, el vicepresident i sis membres addicionals. Aquestes vuit persones eren nominades pel Govern Federal (Bundesregierung)
2. Els nou presidents del Landeszentralbanken. Aquests es nominaven pel Bundesrat.

El Directorat era el cos executiu del Bundesbank, mentre que totes les decisions de política monetària eren preses pel Consell de Banc Central.

### 2001 - en avant
El 2001 l'ECB es feia càrrec del ple control de la moneda. L'Acta Bundesbank era finalment esmenada el 2002 per la setena llei que Esmenava la llei en el Bundesbank del 30 d'abril de 2002, que donava el Bundesbank la seva estructura actual.

## El Bundesbank avui

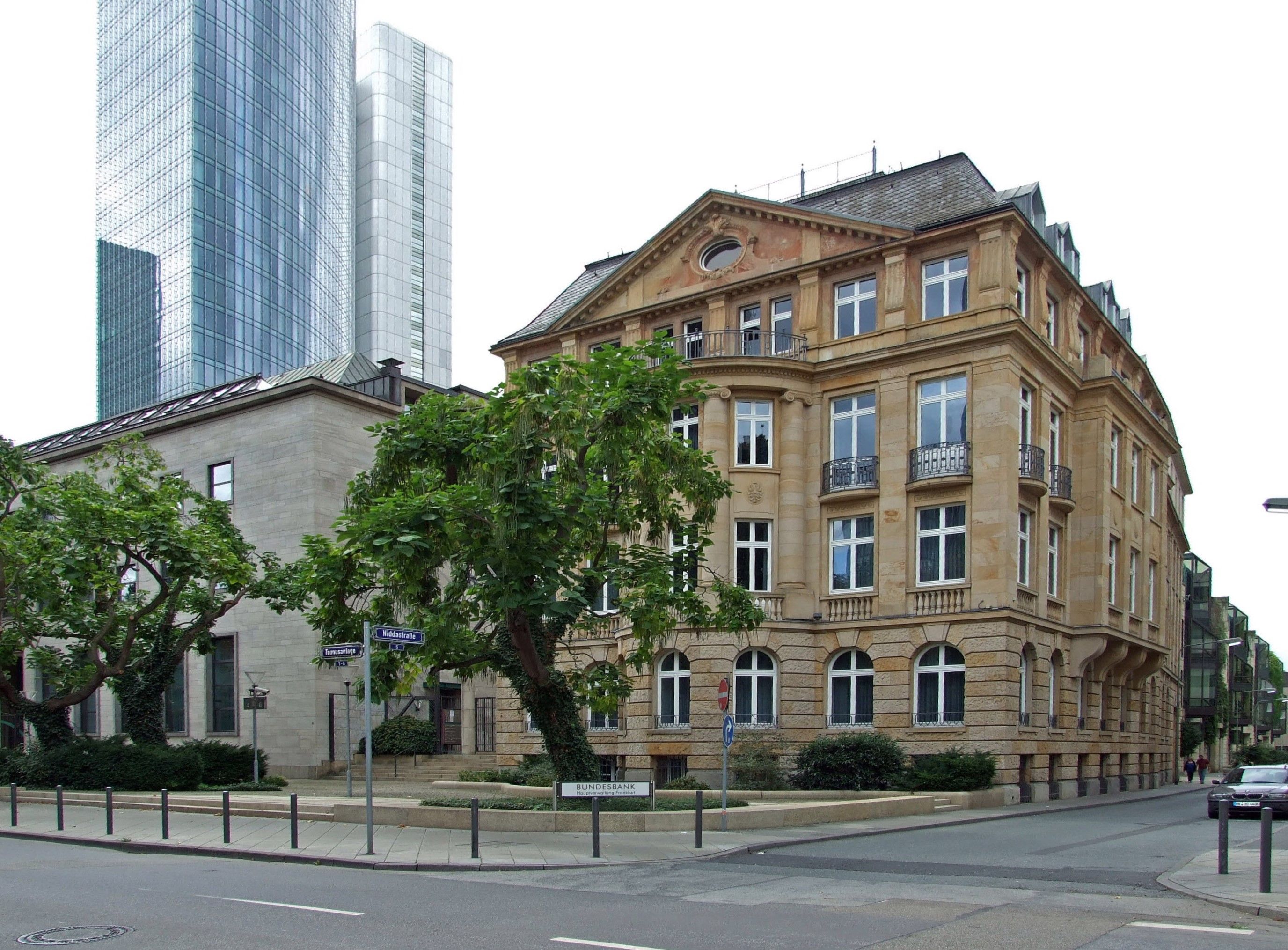
Oficina regional de Frankfurt

### Obligacions
Les obligacions del Bundesbank es defineixen en la Secció 3 de l'Acta Bundesbank:
El Deutsche Bundesbank, és el banc central de la República Federal d'Alemanya, és una part integral del Sistema europeu de Bancs Centrals (Escb). Participarà en l'actuació de les tasques de l'Escb amb l'objectiu primari de mantenir l'estabilitat de preus, i demanarà l'execució de pagaments nacionals i internacionals. A més a més, executarpà les obligacions assignades sota aquest Acte o una altra legislació.
A diferència d'uns altres bancs centrals com el Banc of England i els EUA Federal Reserve (però com l'ECB), el Bundesbank no és oficialment responsable de mantenir l'estabilitat del sistema financer i no és un prestador d'últim recurs.
Basat en l'Acta Bundesbank i l'Estatut del ECB, el Bundesbank té quatre àrees d'activitat, que principalment maneja conjuntament amb l'Ecb:
- El Bundesbank com un banc que emissor de moneda
- El Bundesbank com el banquer dels bancs (cambra de compensació i supervisió bancària)
- El Bundesbank com el banquer de l'estat
- El Bundesbank com el director de les reserves monetàries

### Estructura
El Bundesbank té nou oficines centrals regionals en el länder, els anteriors bancs centrals del Länder i 66 branques (Filiale). A partir del 30 de juny de 2006, el Bundesbank tenia un total de 12.474 empleats Al final de 2007 el nombre de filials regionals fou reduït a 47. Les filials regionals estan disponibles a bancs, poders públics i empreses de transport de diners per a la provisió de circulant (cash) i transferència de crèdit.

### Govern
La junta executiva (Vorstand) és la junta directiva suprema del Bundesbank. Comprèn:
1. el president, el vicepresident i dos membres de junta addicionals. Aquestes quatre persones són presentades pel govern alemany.
2. Quatre membres addicionals de l'executiu entaulen; aquests són avançats pel Bundesrat.

Tots els membres de la junta executiva són assignats pel President Federal, normalment durant vuit anys, però com a mínim durant cinc anys.

## Presidents del banc central alemany

### Presidents dels predecessors del Bundesbank
- 1948-1957: Karl Bernard, President del Consell de Banc Central (Zentralbankrat) del Banc deutscher Länder
- 1948-1957: Wilhelm Vocke, President del Directorat del Banc deutscher Länder, des de 01/08/1957

### Presidents del Bundesbank
- 1958–1969: Karl Blessing
- 1969–1977: Karl Klasen
- 1977–1979: Otmar Emminger
- 1980–1991: Karl Otto Pöhl
- 1991–1993: Helmut Schlesinger
- 1993–1999: Hans Tietmeyer
- 1999–2004: Ernst Welteke
- 2004: Jürgen Stark, president interí
- des de 2004: Axel A. Weber